# Annichen Kringstad
Annichen Kringstad (Oslo, 15 juli 1960) is een Zweedse oriëntatieloopster. Ze wordt samen met Simone Niggli-Luder beschouwd als een van de beste oriëntatieloopsters ooit. Kringstad was de eerste grote naam in het oriëntatielopen in Zweden, en ze bevorderde daarmee de popularisatie van de sport. Kringstad won de wereldkampioenschappen individueel en estafette in 1981, 1983 en 1985, voordat ze op de leeftijd van 25 afscheid nam van het internationale oriëntatielopen.
Tijdens haar carrière heeft ze voor de Zweedse clubs Säffle OK, OK Ravinen en Stora Tuna IK gelopen.

## Resultaten
Wereldkampioenschap oriëntatielopen
- Gouden medailles (6)
  - 1981 - Individueel - Thun, Zwitserland
  - 1981 - Estafette - Thun, Zwitserland
  - 1983 - Individueel - Zalaegerzeg, Hongarije
  - 1983 - Estafette - Zalaegerzeg, Hongarije
  - 1985 - Individueel - Bendigo, Australië
  - 1985 - Estafette - Bendigo, Australië